# Jacob Vargas
Jacob Vargas (* 18. August 1971 in Michoacán, Mexiko) ist ein mexikanischer Schauspieler, der vor allem durch seine Rolle bei The Hills Have Eyes 2 Bekanntheit erlangte. Zudem spielte er Rollen in Jarhead – Willkommen im Dreck, Traffic – Macht des Kartells und Death Race. Sein Schaffen umfasst mehr als 120 Film- und Fernsehproduktionen.

## Filmografie (Auswahl)
- 1986: Hunter (Fernsehserie, Folge 2x16: Fagin 1986)
- 1987: Der Prinzipal – Einer gegen alle (The Principal)
- 1990: Das große Erdbeben in L.A. (The Big One: The Great Los Angeles Earthquake; Fernsehfilm)
- 1992: Gas Food Lodging – Verlorene Herzen (Gas Food Lodging)
- 1993: Cool Blades – Nur der Sieg zählt
- 1995: Schnappt Shorty (Get Shorty)
- 2000: Traffic – Macht des Kartells (Traffic)
- 2000: Next Friday
- 2001: Dr. Dolittle 2 (Stimme)
- 2004: CSI: NY (Fernsehserie, Episode 1x06)
- 2005: Jarhead – Willkommen im Dreck (Jarhead)
- 2006: Bobby
- 2007: The Hills Have Eyes 2
- 2007–2008: Moonlight (Fernsehserie, 5 Episoden)
- 2008: Death Race
- 2009: Cold Case – Kein Opfer ist je vergessen (Cold Case, Fernsehserie, Episode 7x06)
- 2010: Burn Notice (Fernsehserie, Episode 3x11)
- 2010: Devil – Fahrstuhl zur Hölle (Devil)
- 2010: Psych (Fernsehserie, Episode 5x14)
- 2011: Medium – Nichts bleibt verborgen (Medium, Fernsehserie, Episode 7x13)
- 2011: CSI: Miami (Fernsehserie, Episode 9x13)
- 2013: The Mentalist (Fernsehserie, Episode 5x13)
- 2013–2014: Sons of Anarchy (Fernsehserie, 15 Episoden)
- 2014: Red Sky
- 2015: 69 Tage Hoffnung (The 33)
- 2015, 2017: Hand of God (Fernsehserie, 5 Episoden)
- 2016: Marvel’s Luke Cage (Fernsehserie, 6 Episoden)
- 2017: Beyond Skyline
- 2017: Philip K. Dick’s Electric Dreams (Fernsehserie, Episode 1x05)
- 2018: Ein ganz gewöhnlicher Held (The Public)
- 2019–2020: Mr. Iglesias (Fernsehserie)
- 2021: Plan B
- 2022: Kimi
- 2022: Das Vermächtnis von Montezuma (National Treasure: Edge of History, Fernsehserie)